# Temporada 1993-94 de los Philadelphia 76ers
La temporada 1993-94 fue la cuadragésimo quinta de los Philadelphia 76ers en la NBA, y la trigésimo primera en Filadelfia, Pensilvania, tras haber jugado hasta entonces en Syracuse bajo el nombre de Syracuse Nationals. La temporada regular acabó con 25 victorias y 57 derrotas, ocupando el dundécimo puesto de la conferencia Este, no logrando clasificarse para los playoffs.

## Elecciones en elDraft
| Ronda | Puesto | Jugador       | Posición | Nacionalidad   | Universidad |
| ----- | ------ | ------------- | -------- | -------------- | ----------- |
| 1     | 2      | Shawn Bradley | Pívot    | Estados Unidos | BYU         |

## Temporada regular
| División Atlántico | División Atlántico | División Atlántico | División Atlántico | División Atlántico | División Atlántico | División Atlántico | División Atlántico | División Atlántico |
| Equipo             | G                  | P                  | %                  | PD                 | Casa               | Fuera              | Div                |                    |
| ------------------ | ------------------ | ------------------ | ------------------ | ------------------ | ------------------ | ------------------ | ------------------ | ------------------ |
| y-New York Knicks  | 57                 | 25                 | .695               | —                  | 32–9               | 25–16              | 18–10              |                    |
| x-Orlando Magic    | 50                 | 32                 | .610               | 7                  | 31–10              | 19–22              | 20–8               |                    |
| x-New Jersey Nets  | 45                 | 37                 | .549               | 12                 | 29–12              | 16–25              | 17–11              |                    |
| x-Miami Heat       | 42                 | 40                 | .512               | 15                 | 22–19              | 20–21              | 16–12              |                    |
| Boston Celtics     | 32                 | 50                 | .390               | 25                 | 18–23              | 14–27              | 12–16              |                    |
| Philadelphia 76ers | 25                 | 57                 | .305               | 32                 | 15–26              | 10–31              | 7–21               |                    |
| Washington Bullets | 24                 | 58                 | .293               | 33                 | 17–24              | 7–34               | 8–20               |                    |

## Estadísticas

### Temporada regular
| Rk | Jugador               | Edad | P  | PT | MP   | TC  | TCI  | %TC  | T3  | T3I | %T3  | TL  | TLI | %TL  | RO  | RD  | RT   | AS  | RB  | TAP | BP  | FP  | PTS  |
| -- | --------------------- | ---- | -- | -- | ---- | --- | ---- | ---- | --- | --- | ---- | --- | --- | ---- | --- | --- | ---- | --- | --- | --- | --- | --- | ---- |
| 1  | Clarence Weatherspoon | 23   | 82 | 82 | 38.4 | 7.3 | 15.2 | .483 | 0.0 | 0.2 | .235 | 3.6 | 5.2 | .693 | 3.1 | 7.0 | 10.1 | 2.3 | 1.2 | 1.4 | 2.4 | 1.9 | 18.4 |
| 2  | Jeff Hornacek         | 30   | 53 | 53 | 37.6 | 6.1 | 13.5 | .455 | 1.0 | 3.1 | .313 | 3.4 | 3.8 | .873 | 0.8 | 3.2 | 4.0  | 5.9 | 1.8 | 0.2 | 2.6 | 2.2 | 16.6 |
| 3  | Jeff Malone           | 32   | 27 | 23 | 33.4 | 6.9 | 14.4 | .481 | 0.1 | 0.2 | .667 | 2.8 | 3.5 | .809 | 0.9 | 2.3 | 3.1  | 2.2 | 0.5 | 0.0 | 1.0 | 1.7 | 16.8 |
| 4  | Dana Barros           | 26   | 81 | 70 | 31.1 | 5.1 | 10.8 | .469 | 1.7 | 4.4 | .381 | 1.4 | 1.8 | .800 | 0.3 | 2.1 | 2.4  | 5.2 | 1.3 | 0.1 | 2.1 | 1.2 | 13.3 |
| 5  | Tim Perry             | 28   | 80 | 68 | 29.2 | 3.4 | 7.8  | .435 | 0.9 | 2.5 | .365 | 1.3 | 2.2 | .580 | 1.5 | 3.6 | 5.1  | 1.2 | 0.8 | 1.0 | 1.0 | 1.9 | 9.0  |
| 6  | Shawn Bradley         | 21   | 49 | 45 | 28.3 | 4.1 | 10.0 | .409 | 0.0 | 0.1 | .000 | 2.1 | 3.4 | .607 | 2.0 | 4.2 | 6.2  | 2.0 | 0.9 | 3.0 | 3.0 | 3.5 | 10.3 |
| 7  | Orlando Woolridge     | 34   | 74 | 1  | 26.4 | 4.9 | 10.4 | .471 | 0.0 | 0.2 | .071 | 2.8 | 4.1 | .689 | 1.4 | 2.6 | 4.0  | 1.9 | 0.6 | 0.8 | 1.9 | 2.5 | 12.7 |
| 8  | Johnny Dawkins        | 30   | 72 | 12 | 18.7 | 2.5 | 5.9  | .418 | 0.5 | 1.5 | .352 | 1.2 | 1.4 | .840 | 0.4 | 1.3 | 1.7  | 3.7 | 0.9 | 0.1 | 1.5 | 1.0 | 6.6  |
| 9  | Eric Leckner          | 27   | 71 | 36 | 16.4 | 2.0 | 4.0  | .486 | 0.0 | 0.0 | .000 | 1.2 | 1.8 | .646 | 1.1 | 2.9 | 4.0  | 1.2 | 0.3 | 0.5 | 1.2 | 2.7 | 5.1  |
| 10 | Bill Edwards          | 22   | 3  | 0  | 14.7 | 0.7 | 6.0  | .111 | 0.0 | 1.7 | .000 | 0.7 | 1.7 | .400 | 1.7 | 3.0 | 4.7  | 1.3 | 1.0 | 0.3 | 1.3 | 2.0 | 2.0  |
| 11 | Isaac Austin          | 24   | 14 | 0  | 14.4 | 2.1 | 4.7  | .439 | 0.0 | 0.1 | .000 | 1.0 | 1.6 | .609 | 1.8 | 3.1 | 4.9  | 1.2 | 0.4 | 0.7 | 1.2 | 2.1 | 5.1  |
| 12 | Warren Kidd           | 23   | 68 | 14 | 13.0 | 1.5 | 2.5  | .592 | 0.0 | 0.0 |      | 0.7 | 1.3 | .547 | 1.1 | 2.3 | 3.4  | 0.3 | 0.3 | 0.3 | 0.6 | 1.9 | 3.6  |
| 13 | Greg Graham           | 23   | 70 | 6  | 12.7 | 1.7 | 4.4  | .400 | 0.0 | 0.4 | .080 | 1.3 | 1.6 | .836 | 0.3 | 0.9 | 1.2  | 0.9 | 0.9 | 0.1 | 0.9 | 0.8 | 4.8  |
| 14 | Manute Bol            | 31   | 4  | 0  | 12.3 | 0.8 | 1.8  | .429 | 0.0 | 0.0 |      | 0.0 | 0.0 |      | 0.5 | 1.0 | 1.5  | 0.0 | 0.5 | 2.3 | 0.0 | 2.0 | 1.5  |
| 15 | Moses Malone          | 38   | 55 | 0  | 11.2 | 1.9 | 4.2  | .440 | 0.0 | 0.0 | .000 | 1.6 | 2.1 | .769 | 1.9 | 2.2 | 4.1  | 0.6 | 0.2 | 0.3 | 1.1 | 0.9 | 5.3  |
| 16 | Sean Green            | 23   | 35 | 0  | 9.5  | 1.8 | 5.2  | .346 | 0.3 | 1.2 | .244 | 0.4 | 0.5 | .722 | 0.3 | 0.7 | 1.0  | 0.5 | 0.5 | 0.2 | 0.8 | 0.6 | 4.3  |
| 17 | Michael Curry         | 25   | 10 | 0  | 4.3  | 0.3 | 1.4  | .214 | 0.0 | 0.2 | .000 | 0.3 | 0.4 | .750 | 0.0 | 0.1 | 0.1  | 0.1 | 0.1 | 0.0 | 0.3 | 0.6 | 0.9  |

## Galardones y récords
| Jugador       | Galardón                                |
| Shawn Bradley | 2.º Mejor quinteto de rookies de la NBA |